# Handroanthus uleanus
Handroanthus uleanus là một loài thực vật có hoa trong họ Chùm ớt. Loài này được (Kraenzl.) S.O.Grose mô tả khoa học đầu tiên năm 2007.